# Miss Bala
Miss Bala és una pel·lícula dramàtica mexicana de 2011, escrita per Gerardo Naranjo amb Maurici Katz i dirigida per Gerardo Naranjo. La pel·lícula es va estrenar en la secció Un Certain Regard al 64è Festival Internacional de Cinema de Canes. Va ser seleccionada com l'entrada de Mèxic a la Millor Pel·lícula Estrangera en edició número 84 dels Premis Oscar, però no va arribar a la llista final.
La pel·lícula està ambientada a la ciutat fronterera de Tijuana, encara que en realitat va ser rodada a Aguascalientes, que es troba exactament en el centre geogràfic de Mèxic. D'aquesta manera la majoria de les locaciones de la pel·lícula són localitzacions d'aquesta ciutat, per exemple, la Secretaria de Finances es converteix en el consolat nord-americà.

## Trama
Des de la primera presa, la història és contada a través dels ulls innocents de Laura Guerrero (Stephanie Sigman). Una noia alta i esvelta d'una família pobra de Tijuana, que somia amb participar en un concurs de bellesa amb la seva millor amiga Azusy (Azucena). Els seus plans prenen un gir desagradable en una discoteca de l'hampa. Laura està en el bany quan uns homes armats es llisquen sobre la paret i comencen a disparar als ballarins, deixant un bany de sang darrere d'ells. Com a testimoni ocular, és segrestada pels sicaris. El seu aspecte enlluernador potser és el que li salva la vida, perquè en comptes de matar-la, l'inescrutable narcotraficant Lino (Noé Hernández) obliga "la flaca" a la seva banda.
A partir d'aquest moment, en la pel·lícula pren lloc una escalada de violència, tensió, fum i foc. Els senyors de les colles semblen controlar a la policia, però no als agents de la DEA estatunidenca, que són els seus enemics implacables. Per a salvar al seu pare i el seu germà, Laura accedeix a portar feixos de diners, propietat de Lino, lligats amb cinta al voltant de la seva petita cintura. Ella es passa a través de la policia fronterera dels EUA i es vola en un avió petit per a una cita amb un estatunidenc (James Russo), qui al seu retorn envia noves armes i munició. Però algú els ha traït, i quan Laura arriba a Baixa Califòrnia, els problemes l'esperen.

## Repartiment
- Stephanie Sigman, com Laura Guerrero.
- Irene Azuela com Jessica Berlanga.
- Miguel Couturier com general Salomón Duarte.
- Gabriel Cabezas com agent de Bell.
- Noe Hernández com Lino Valdez.
- Lakshmi Picazo com Azusy Ramos.
- James Russo com Jimmy.
- José Yenque com Kike Cámara.

## Inspiració
Miss Balaes basa molt vagament en el cas real de la reina de bellesa Laura Zúñiga, que en 2008 va ser detinguda en Zapopan al costat de set presumptes narcotraficants fortament armats.
Un dels personatges de la pel·lícula, un agent encobert de la DEA anomenat Enrique "Kike" Cámara, és assassinat pel narcotràfic; aquest personatge és una òbvia referència a l'agent de la DEA Enrique "Kiki" Camarena, qui de fet va ser assassinat en 1985 mentre treballava encobert a Mèxic.

## Recepció

### Resposta de la crítica
Després del seu llançament en el 2011 al Festival Internacional de Cinema de Canes, Miss Bala ha estat aclamada per la crítica. En la pàgina Rotten Tomatoes reporta una aprovació del 90%, sobre la base de 46 comentaris, amb una puntuació mitjana de 7,2 / 10, la qual cosa li fa a la pel·lícula un "Certificat de Frescor" en el sistema de classificació de la pàgina web. En Metacritic, la película recibió una puntuación media de 82, basado en 14 opiniones, lo que indica "reconocimiento universal".